# Roma-Napoli-Roma 1951
La Roma-Napoli-Roma 1951, ventottesima edizione della corsa, si svolse dal 13 al 15 aprile 1951 su un percorso di 685,6 km, suddiviso su 3 tappe (l'ultima suddivise in 2 semitappe, la seconda in 3 semitappe). La vittoria fu appannaggio dello svizzero Ferdi Kübler, che completò il percorso in 18h21'03", precedendo gli italiani Guido De Santi e Nedo Logli.

## Tappe
| Tappa  | Data      | Percorso                       | km    | Vincitore di tappa | Leader cl. generale |
| ------ | --------- | ------------------------------ | ----- | ------------------ | ------------------- |
| 1ª     | 13 aprile | Roma > Caserta                 | 204,6 | Ferdi Kübler       | Ferdi Kübler        |
| 2ª-1   | 14 aprile | Caserta > Salerno              | 135,1 | Guido De Santi     | Ferdi Kübler        |
| 2ª-2   | 14 aprile | Salerno > Napoli               | 54    | Loretto Petrucci   | ?                   |
| 2ª-3   | 14 aprile | Napoli/(Retro Derny Lambretta) | 5     | Ferdi Kübler       | ?                   |
| 3ª-1   | 15 aprile | Napoli > Latina                | 171,7 | Elio Bertocchi     | ?                   |
| 3ª-2   | 15 aprile | Latina > Roma                  | 115,2 | Ferdi Kübler       | Ferdi Kübler        |
| Totale | Totale    | Totale                         | 685,6 |                    |                     |

## Dettagli delle tappe

### 1ª tappa
- 13 aprile: Roma > Caserta – 204,6 km

Risultati
| Pos. | Corridore      | Squadra | Tempo    |
| ---- | -------------- | ------- | -------- |
| 1    | Ferdi Kübler   | Fréjus  | 5h07'11" |
| 2    | Guido De Santi | Colomb  | a 1'27"  |
| 3    | Gino Bartali   | Bartali | s.t.     |

| Pos. | Corridore    | Squadra | Tempo |
| ---- | ------------ | ------- | ----- |
| 1    | Ferdi Kübler | Fréjus  | ?     |

### 2ª tappa, 1ª semitappa
- 14 aprile: Caserta > Salerno – 135,1 km

Risultati
| Pos. | Corridore       | Squadra | Tempo    |
| ---- | --------------- | ------- | -------- |
| 1    | Guido De Santi  | Colomb  | 3h56'53" |
| 2    | Gino Bartali    | Bartali | a 1'15"  |
| 3    | Luciano Maggini | Atala   | s.t.     |

| Pos. | Corridore    | Squadra | Tempo |
| ---- | ------------ | ------- | ----- |
| 1    | Ferdi Kübler | Fréjus  | ?     |

### 2ª tappa, 2ª semitappa
- 14 aprile: Salerno > Napoli – 54 km

Risultati
| Pos. | Corridore          | Squadra | Tempo    |
| ---- | ------------------ | ------- | -------- |
| 1    | Loretto Petrucci   | Bianchi | 1h35'28" |
| 2    | Vito Ortelli       | Atala   | a 3"     |
| 3    | Antonio Bevilacqua | Benotto | a 58"    |

| Pos. | Corridore | Squadra | Tempo |
| ---- | --------- | ------- | ----- |
| 1    | ?         | ?       | ?     |

### 2ª tappa, 3ª semitappa
- 14 aprile: Napoli/(Retro Derny Lambretta) – 5 km

Risultati
| Pos. | Corridore      | Squadra | Tempo |
| ---- | -------------- | ------- | ----- |
| 1    | Ferdi Kübler   | Fréjus  | 4'57" |
| 2    | Elio Bertocchi | Guerra  | a 7"  |
| 3    | Nedo Logli     | Ganna   | a 8"  |

| Pos. | Corridore | Squadra | Tempo |
| ---- | --------- | ------- | ----- |
| 1    | ?         | ?       | ?     |

### 3ª tappa, 1ª semitappa
- 15 aprile: Napoli > Latina – 171,7 km

Risultati
| Pos. | Corridore      | Squadra | Tempo    |
| ---- | -------------- | ------- | -------- |
| 1    | Elio Bertocchi | Guerra  | 4h38'19" |
| 2    | Guido De Santi | Colomb  | a 13"    |
| 3    | Ferdi Kübler   | Fréjus  | a 32"    |

| Pos. | Corridore | Squadra | Tempo |
| ---- | --------- | ------- | ----- |
| 1    | ?         | ?       | ?     |

### 3ª tappa, 2ª semitappa
- 15 aprile: Latina > Roma – 115,2 km

Risultati
| Pos. | Corridore    | Squadra  | Tempo    |
| ---- | ------------ | -------- | -------- |
| 1    | Ferdi Kübler | Fréjus   | 2h54'40" |
| 2    | Gino Bartali | Bartali  | a 1'52"  |
| 3    | Jean Robic   | Fiorelli | a 2'36"  |

| Pos. | Corridore      | Squadra | Tempo     |
| ---- | -------------- | ------- | --------- |
| 1    | Ferdi Kübler   | Fréjus  | 18h21'03" |
| 2    | Guido De Santi | Colomb  | a 3'19"   |
| 3    | Nedo Logli     | Ganna   | a 5'50"   |

## Classifiche finali

### Classifica generale
| Pos. | Corridore        | Squadra          | Tempo     |
| ---- | ---------------- | ---------------- | --------- |
| 1    | Ferdi Kübler     | Fréjus-Ursus     | 18h21'03" |
| 2    | Guido De Santi   | Colomb-Manera    | a 3'19"   |
| 3    | Nedo Logli       | Ganna-Ursus      | a 5'50"   |
| 4    | Gino Bartali     | Bartali-Ursus    | a 6'05"   |
| 5    | Bruno Pontisso   | Arbos-Talbot     | a 6'30"   |
| 6    | Louison Bobet    | Bottecchia-Ursus | a 7'30"   |
| 7    | Luciano Maggini  | Atala-Pirelli    | a 11'27"  |
| 8    | Fiorenzo Magni   | Ganna-Ursus      | a 11'32"  |
| 9    | Loretto Petrucci | Bianchi-Pirelli  | a 11'34"  |
| 10   | Renzo Soldani    | Legnano-Pirelli  | a 16'07"  |